# Neo Química Arena
El Arena Corinthians, denominado comercialmente como Neo Química Arena, es un estadio deportivo ubicado en la ciudad brasileña de São Paulo, más precisamente en el distrito de Itaquera, en la parte este de la ciudad. Es propiedad del S. C. Corinthians Paulista.
El estadio tiene una capacidad para 49 205 espectadores. Fue escogido como sede de la Copa Mundial de 2014 y albergó el partido inaugural. Para la disputa de la Copa Mundial, se montaron gradas con 13 600 lugares temporales, totalizando 61 600 asientos. Es un estadio de cinco estrellas, en base al reglamento de calificación de estadios de la UEFA.
En 2016, un gran escándalo surgió, trayendo a la luz la verdad sobre la construcción del estadio. Emilio Odebrecht afirmó en un acuerdo de delación compensada que el estadio fue construido solo porque el expresidente Lula así lo pidió. El estadio fue construido como un «regalo» para él, ya que la organización Odebrecht se enriqueció mucho durante los mandatos de Lula y Dilma Rousseff.

## Construcción
Un accidente ocurrió el 27 de noviembre de 2013 alrededor de las 12:00, hora local: Se destruyó parte de la tribuna Este del edificio, dejando a dos personas muertas. El hecho ocurrió al desplomarse una grúa sobre una estructura metálica que cayó sobre parte de la cubierta y tribunas del futuro estadio, también causó daño en parte de las ocho columnas de la pantalla led y parte de una losa interna.
Las obras listas en un 93% se vieron retrasadas con este incidente, pero la Arena se entregó a su uso finalmente el 15 de abril de 2014.

## TV de pantalla grande

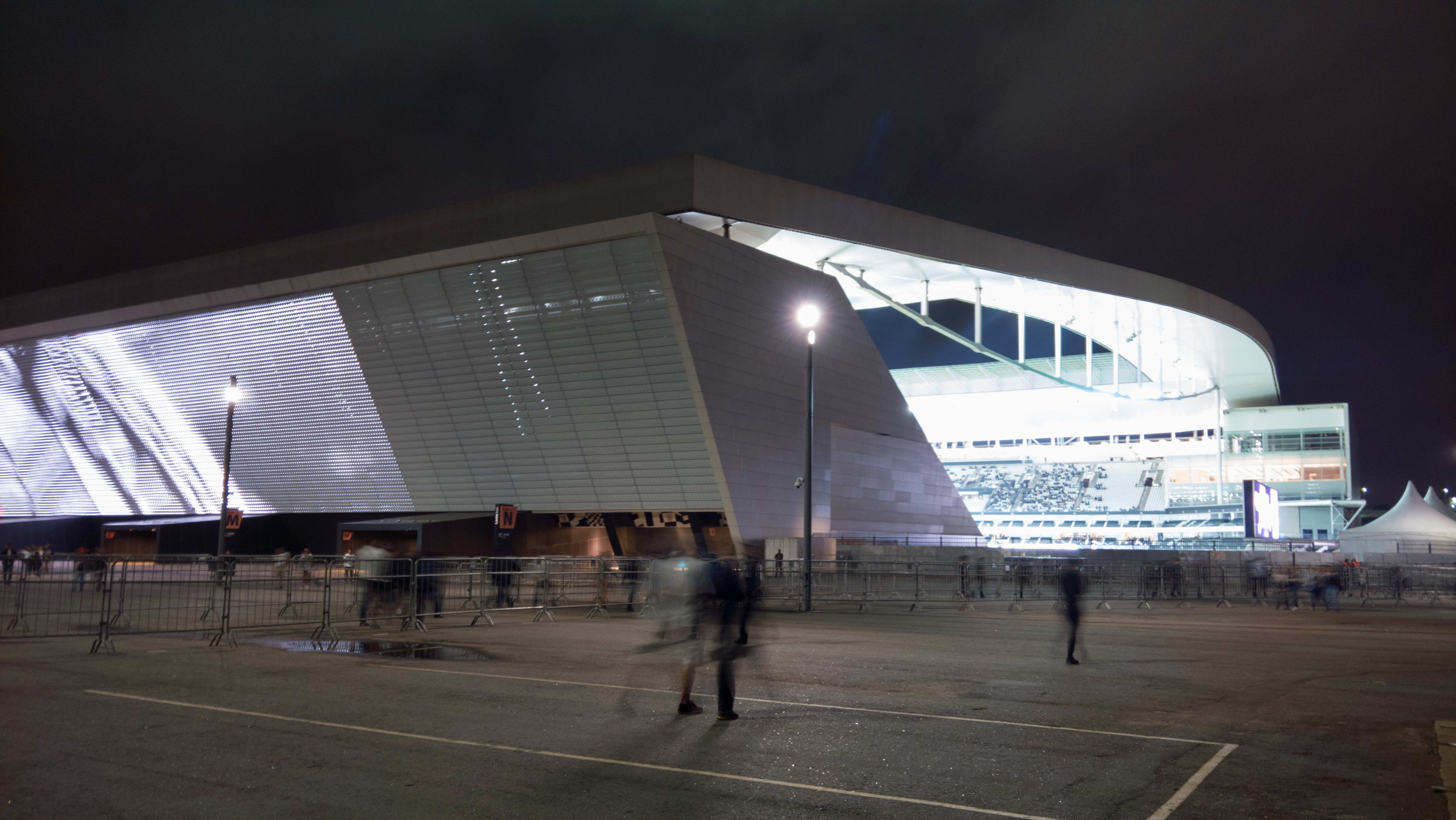
Exterior del Arena Corinthians de noche. A la izquierda, se puede ver aprox. un tercio de la pantalla gigante.

Toda la pared oriental del estadio será una gigantesca pantalla grande de alta definición, que será la mayor del mundo en 2013. Para poner en términos relativos al tamaño, la pantalla del Cowboys Stadium es de 160' × 72' o un 2105" en pantalla. pantalla del nuevo estadio de Corinthians mide 120 m × 7,5 m (393'8" × 24'7") o un 4734" en pantalla. La claridad de la imagen también será superior por 3×, la resolución de píxel de la pantalla en el Cowboy Stadium es de 1 pixel por 20 mm, mientras que la pantalla de Corinthians será de 1 pixel por 6 mm. La pantalla ha sido diseñada por la empresa alemana de iluminación, Osram.

## Eventos

### Apertura de la Copa mundial 2014

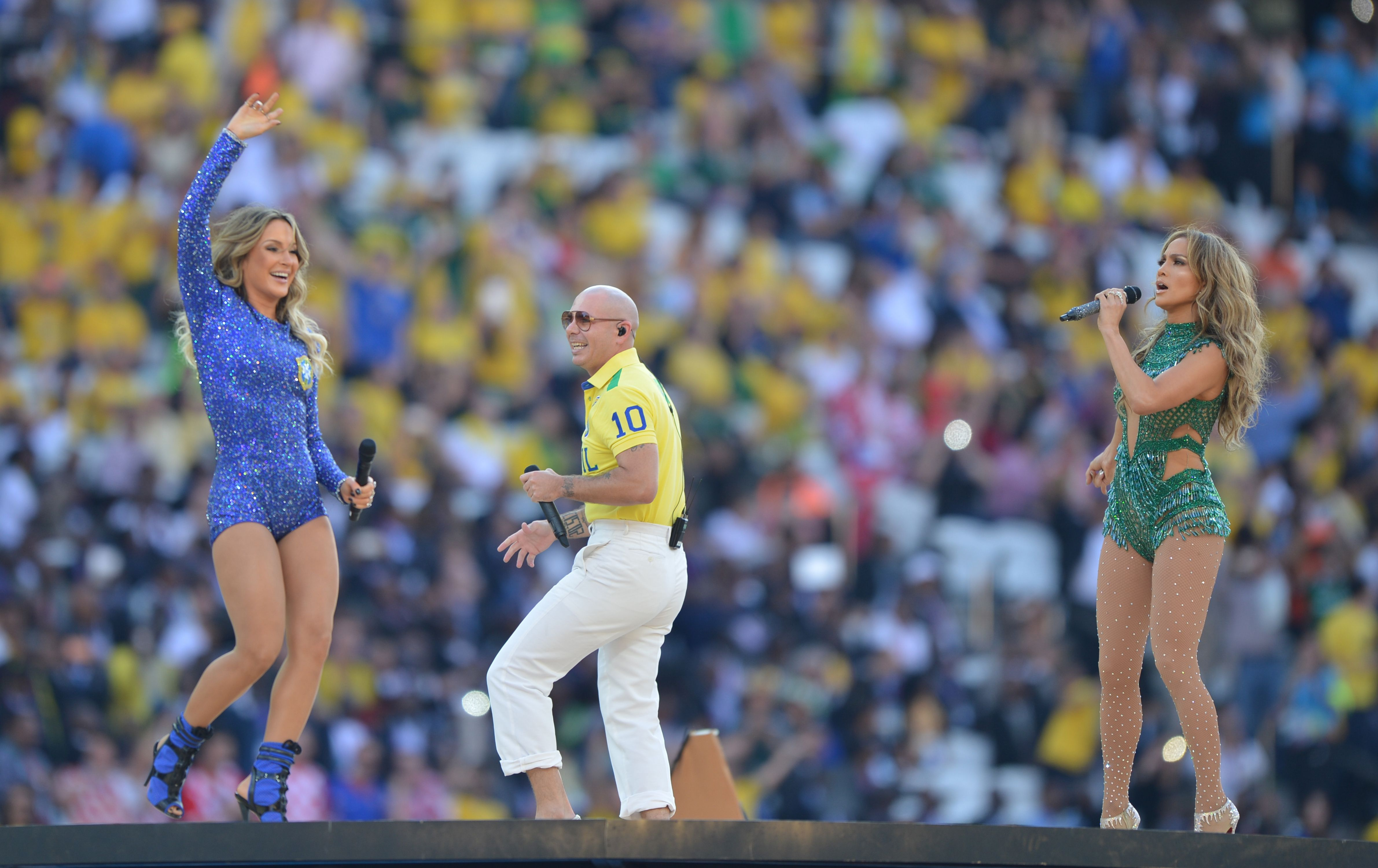
De izquierda a derecha: Claudia Leitte, Pitbull y Jennifer López cantando en la ceremonia inaugural

La ceremonia de apertura se desarrolló durante 25 minutos en el Arena Corinthians de Sao Paulo. Horas antes, el papa Francisco entregó un cálido mensaje de aliento para la Copa Mundial, deseando que sea una fiesta de solidaridad entre los pueblos y una ocasión de diálogo y de comprensión recíproca.
Evocando a la naturaleza, el primer acto se lució de árboles y flores autóctonos de Brasil, dando color el área central del espectáculo en el cual se representó el verde de la Amazonia y sus ríos. Más adelante se representó la cultura brasileña.
El atractivo principal fue una bola luminosa con mil fotogramas que estaba exactamente en la mitad de la cancha. Hacia la mitad de la ceremonia se abrió y desde ella salieron Pitbull, Jennifer Lopez y Cláudia Leitte para interpretar la canción «We Are One (Ole Ola)» acompañados por el colectivo brasileño de tambores Olodum, en un marco de más de 60 000 espectadores en el Arena.
El pasto del Arena estaba cubierto por una tela de colores, con esta bola luminosa, de tecnología led compuesta por más de 90 000 celdas. Se presentaron los presidentes Rousseff de Brasil y Blatter de la FIFA. El momento más emotivo fue protagonizado por un joven parapléjico, quien con un exoesqueleto dio un pelotazo.

### Copa Mundial de Fútbol de 2014

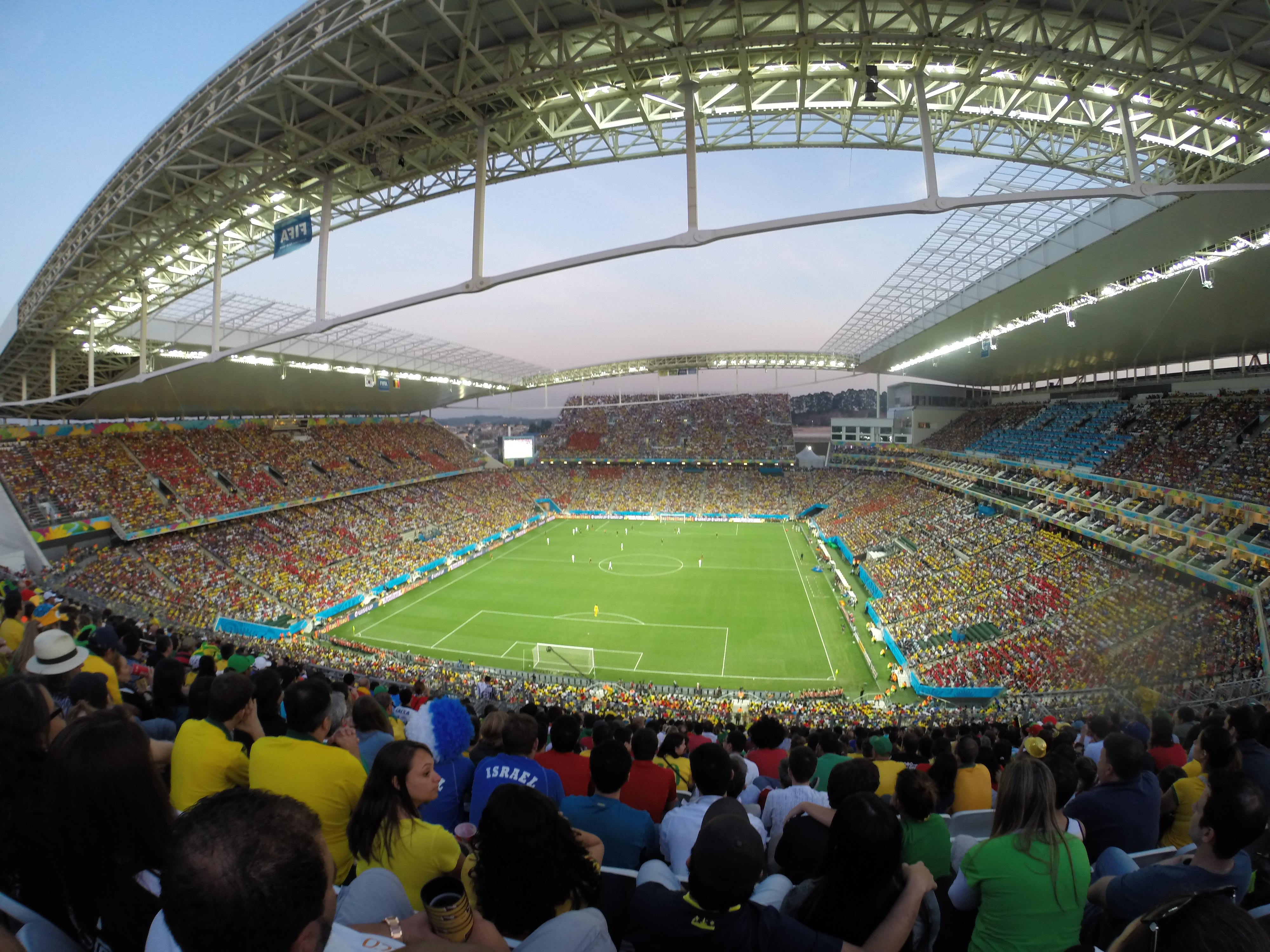
Interior del Arena Corinthians

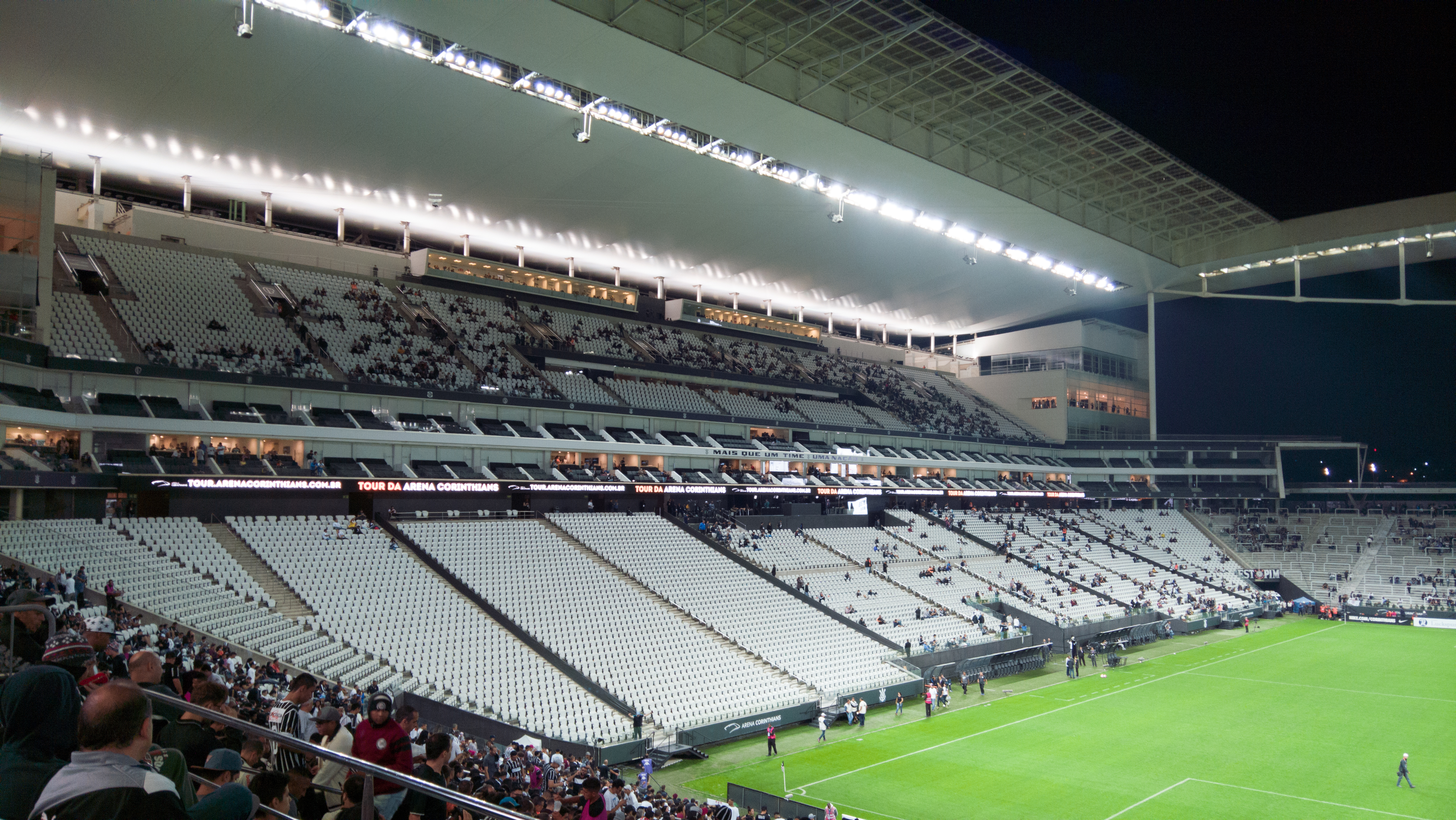
Interior del Arena Corinthians de noche

El estadio acogió cuatro partidos de la primera fase y uno de octavos de final de la Copa Mundial de Fútbol de 2014:
| Fecha               | Equipo #1     | Resultado          | Equipo #2    | Ronda                 | Espectadores |
| ------------------- | ------------- | ------------------ | ------------ | --------------------- | ------------ |
| 12 de junio de 2014 | Brasil        | 3 - 1              | Croacia      | Primera fase, grupo A | 62 103       |
| 19 de junio de 2014 | Uruguay       | 2 - 1              | Inglaterra   | Primera fase, grupo D | 62 575       |
| 23 de junio de 2014 | Países Bajos  | 2 - 0              | Chile        | Primera fase, grupo B | 62 996       |
| 26 de junio de 2014 | Corea del Sur | 0 - 1              | Bélgica      | Primera fase, grupo H | 61 397       |
| 1 de julio de 2014  | Argentina     | 1 - 0              | Suiza        | Octavos de final      | 63 255       |
| 9 de julio de 2014  | Argentina     | 0 - 0 (4 - 2 pen.) | Países Bajos | Semifinal             | 63 267       |

### Copa América 2019
El estadio albergó tres partidos de la Copa América 2019:
| Fecha               | Selección #1 | Resultado          | Selección #2 | Ronda                 | Espectadores |
| ------------------- | ------------ | ------------------ | ------------ | --------------------- | ------------ |
| 22 de junio de 2019 | Brasil       | 5 - 0              | Perú         | Primera fase, grupo A | 42 587       |
| 28 de junio de 2019 | Colombia     | 0 - 0 (4 - 5 pen.) | Chile        | Cuartos de final      | 44 062       |
| 6 de julio de 2019  | Argentina    | 2 - 1              | Chile        | Tercer puesto         | 44 269       |

### Juego de la NFL
El 6 de septiembre de 2024, Philadelphia Eagles y Green Bay Packers se enfrentaron por la semana 1 de la NFL, con victoria de los Eagles por 34 – 29, fue el primer partido en el hemisferio sur en la historia.